# L'Ogre de Barbarie
Pour plus de détails, voir Fiche technique et Distribution.
L'Ogre de Barbarie est un film franco-suisse réalisé par Pierre Matteuzzi, sorti en 1981.

## Fiche technique
- Titre : L'Ogre de Barbarie
- Réalisation : Pierre Matteuzzi
- Scénario : Pierre Matteuzzi d'après le roman de Pierre Billon
- Photographie : Joe D'Amato
- Pays d'origine : France - Suisse
- Date de sortie : 1981

## Distribution
- Anna Prucnal : Halinka
- Bernard Fresson : Duperret
- Marina Vlady : Rachel
- Vlasta Hodjis : Cathy
- Erik Desfosses : François
- Lucie Avenay : Clothilde Viret
- Daniel Fillion : Mr Viret
- Georges Milhaud : Mr Motu
- Claude-Inga Barbey : L'étudiante en médecine
- Jean-Marc Stehlé : Premier inspecteur
- Olivier Achard : Employé des pompes funèbres
- Maurice Aufair : Employé de la police
- Jean-Marie Verselle : Le chef alpiniste